# Freya Arde
Freya Arde (* 16. Juli 1988 in Sebnitz als Franziska Henke) ist eine deutsche Filmkomponistin und Gitarristin.

## Leben
Freya Arde studierte Gitarre und Komposition an der Hochschule für Musik Carl Maria von Weber Dresden und am Pariser Konservatorium. Im Jahr 2012 gewann sie den European Guitar Award. Danach folgte ab 2013 ein Master-Studium der Filmmusik an der Filmuniversität Babelsberg Konrad Wolf. 2016 wurde sie mit dem Deutschen Filmmusikpreis (Nachwuchspreis) für den Kinderfilm Nellys Abenteuer ausgezeichnet.
Es folgten Kompositionen zu Spielfilmen wie Endzeit (2018) oder Dokumentarfilmen wie Das geheime Leben der Bäume (2020). Ab 2021 erschien ihre Filmmusik für die Fernsehreihe Nächste Ausfahrt Glück.
Bei der Berlinale 2023 war Arde Jury-Mitglied für den Heiner-Carow-Preis in der Perspektive Deutsches Kino. Zudem steuerte sie die Filmmusik zur vierten Verfilmung Erich Kästners Roman Das Fliegende Klassenzimmer bei, für den sie 2023 den Deutschen Filmmusikpreis in der Kategorie Beste Musik im besonderen Kinderfilm bekam.
Am 7. Februar 2025 veröffentlichte Arde ihr Debütalbum Echo, auf dem sie vornehmlich E-Gitarre spielt und von Streichern begleitet wird. Arde lebt in Dresden und Berlin.

## Filmografie (Auswahl)
- 2016: Nellys Abenteuer
- 2017: 1937 – Das Ende der Unschuld (Dokumentarfilm)
- 2018: Farewell Yellow Sea (Dokumentarfilm)
- 2018: Endzeit
- 2019: Meine wunderbar seltsame Woche mit Tess
- 2020: Das geheime Leben der Bäume (Dokumentarfilm)
- 2020: 2 Minuten – Der Test (TV-Miniserie)
- 2021: Viva Forever
- 2021: Nächste Ausfahrt Glück – Juris Rückkehr
- 2021: Nächste Ausfahrt Glück – Beste Freundinnen
- 2021: Bilder (m)einer Mutter (Dokumentarfilm)
- 2022: Nächste Ausfahrt Glück – Der richtige Vater
- 2022: Nächste Ausfahrt Glück – Song für die Freiheit
- 2022: Almost Fly (Fernsehserie, 6 Folgen)
- 2022: The Corridors of Power (Dokumentarfilm)
- 2023: Nächste Ausfahrt Glück – Familienbesuch
- 2023: Nächste Ausfahrt Glück – Katharinas Entscheidung
- 2023: Das Fliegende Klassenzimmer
- 2024: Riefenstahl (Dokumentarfilm)
- 2025: Mädchen Mädchen

## Diskografie (Auswahl)
Alben
- 2020: Das geheime Leben der Bäume – mit Peter Wohlleben (Soundtrack)
- 2021: Bilder (m)einer Mutter // Life On Tape (Soundtrack)
- 2023: The Corridors of Power (Soundtrack)
- 2023: Das fliegende Klassenzimmer (Soundtrack)
- 2025: Echo

Singles/EPs
- 2020: Spirit Awake (EP)
- 2021: Moon Window
- 2022: Shimmer
- 2022: Viva Forever (Soundtrack EP)

## Auszeichnungen
- 2012: European Guitar Award
- 2016: Deutscher Filmmusikpreis (Nachwuchs)
- 2018: Berlinale Talents
- 2024: Deutscher Filmmusikpreis (Beste Musik im Kinderfilm) für Das fliegende Klassenzimmer